# Hydrochorea marginata
Hydrochorea marginata är en ärtväxtart som först beskrevs av George Bentham, och fick sitt nu gällande namn av Rupert Charles Barneby och James Walter Grimes. Hydrochorea marginata ingår i släktet Hydrochorea och familjen ärtväxter.

## Underarter
Arten delas in i följande underarter:
- H. m. marginata
- H. m. panurensis
- H. m. scheryi